# 菅谷町 (土浦市)
菅谷町（すげのやまち）は茨城県土浦市の町名。五中地区（上大津地区）に属する。「菅谷」の正しい読み方はすげのやであるがすがやとも呼ばれている。郵便番号は300-0021。

## 地理
土浦市の中心市街地から見て、北東部に位置する。

## 沿革
- 1889年（明治22年） - 町村制施行により、手野村・白鳥村・田村・沖宿村・菅谷村・神立村が合併し、上大津村が発足。上大津村大字菅谷となる。[4]
- 1954年（昭和29年） - 上大津村は土浦市に編入合併。土浦市菅谷町となる。[5]
- 1983年（昭和58年） - 町内に茨城県立土浦湖北高等学校が開校。
- 1986年（昭和61年） - 町内に土浦市立菅谷（すがや）小学校が開校。[6]

## 世帯数と人口
2022年（令和4年）1月1日現在の世帯数と人口は以下の通りである。
| 町丁   | 世帯数  | 人口    |
| ------ | ------- | ------- |
| 菅谷町 | 350世帯 | 1,033人 |

## 小・中学校の学区
市立小・中学校に通う場合、学区は以下の通りとなる。
| 番地 | 小学校             | 中学校                 |
| ---- | ------------------ | ---------------------- |
| 全域 | 土浦市立菅谷小学校 | 土浦市立土浦第五中学校 |

## 施設

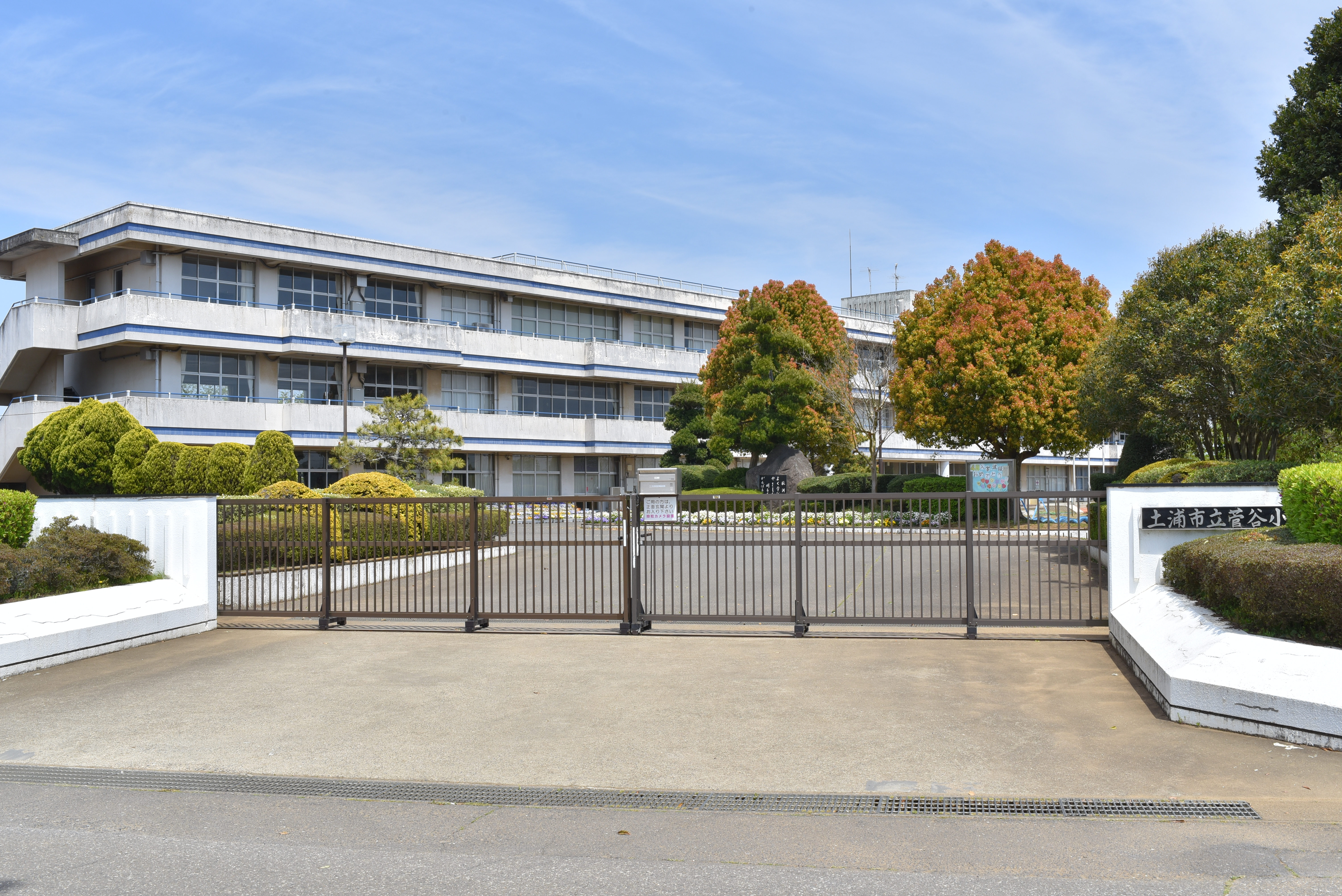
土浦市立菅谷小学校

- 茨城県立土浦湖北高等学校
- 土浦市立菅谷小学校
- 鶴沼公園
- 株式会社オリエンタルモーター土浦事業所
- 特別養護老人ホームこほく

## 交通

### 道路
- 国道345号
- 茨城県道197号戸崎上稲吉線